# Rory Cochrane
Rory Cochrane (Syracuse, 28 febbraio 1972) è un attore statunitense.

## Biografia
Terzo di tre fratelli, di padre irlandese e madre nativa americana, trascorre la sua infanzia a Grantchester in Inghilterra. Ritorna successivamente negli Stati Uniti per intraprendere gli studi a LaGuardia High School of Music & Art and Performing Arts di New York.

## Filmografia

### Cinema
- Un bacio prima di morire (A Kiss Before Dying), regia di James Dearden (1991)
- Presagio di morte (Fathers & Sons), regia di Paul Mones (1992)
- La vita è un sogno (Dazed and Confused), regia di Richard Linklater (1993)
- Love e una .45 (Love and a .45), regia di C. M. Talkington (1994)
- The Low Life, regia di George Hickenlooper (1995)
- Empire Records, regia di Allan Moyle (1995)
- Dogtown, regia di George Hickenlooper (1997)
- The Adventures of Sebastian Cole, regia di Tod Williams (1998)
- Flawless - Senza difetti (Flawless), regia di Joel Schumacher (1999)
- Sunset Strip, regia di Adam Collis (2000)
- The Prime Gig, regia di Gregory Mosher (2000)
- Southlander: Diary of a Desperate Musician, regia di Steve Hanft (2001)
- Sotto corte marziale (Hart's War), regia di Gregory Hoblit (2002)
- A Scanner Darkly - Un oscuro scrutare (A Scanner Darkly), regia di Richard Linklater (2006)
- Right at Your Door, regia di Chris Gorak (2006)
- Nemico pubblico - Public Enemies (Public Enemies), regia di Michael Mann (2009)
- Bringing Up Bobby, regia di Famke Janssen (2011)
- Argo, regia di Ben Affleck (2012)
- Parkland, regia di Peter Landesman (2013)
- Oculus - Il riflesso del male (Oculus), regia di Mike Flanagan (2014)
- Black Mass - L'ultimo gangster (Black Mass), regia di Scott Cooper (2015)
- La donna più odiata d'America (The Most Hated Woman in America), regia di Tommy O'Haver (2017)
- Hostiles - Ostili (Hostiles), regia di Scott Cooper (2017)
- The Outsider, regia di Martin Zandvliet (2018)
- Cocaine - La vera storia di White Boy Rick (White Boy Rick), regia di Yann Demange (2018)
- Il processo ai Chicago 7 (The Trial of the Chicago 7), regia di Aaron Sorkin (2020)
- Antlers - Spirito insaziabile (Antlers), regia di Scott Cooper (2021)
- L'incontro (Encounter), regia di Michael Pearce (2021)
- Lo strangolatore di Boston (Boston Strangler), regia di Matt Ruskin (2023)

### Televisione
- L'ultimo padrino (The Last Don) – miniserie TV, 3 puntate (1997)
- Indiziata di omicidio (Black and White), regia di Yuri Zeltser – film TV (1999)
- CSI: Miami – serie TV, 50 episodi (2002-2004, 2007)
- The Company – miniserie TV, 6 puntate (2007)
- 24 – serie TV, 7 episodi (2009)
- Reprisal – serie TV, 6 episodi (2019)
- Winning Time - L'ascesa della dinastia dei Lakers (Winning Time: The Rise of the Lakers Dynasty) – serie TV, episodi 1x03-1x04 (2022)
- Yellowstone – serie TV, 5 episodi (2024)

## Doppiatori italiani
Nelle versioni in italiano delle opere in cui ha recitato, Rory Cochrane è stato doppiato da:
- Gianluca Tusco in Right at your Door, CSI: Miami, Cocaine - La vera storia di White Boy Rick
- Andrea Lavagnino in Black Mass - L'ultimo gangster, La donna più odiata d'America
- Fabio Boccanera in A Scanner Darkly - Un Oscuro Scrutare, The Company
- Paolo Marchese in Foxtrot - La danza del destino, Hostiles - Ostili
- Massimo De Ambrosis in Oculus - Il riflesso del male, L'incontro
- Claudio Beccari in La vita è un sogno
- Edoardo Stoppacciaro in Nemico pubblico - Public Enemies
- Riccardo Scarafoni in Argo
- Fabrizio Manfredi ne L'ultimo padrino
- Oliviero Dinelli in Parkland
- Alessandro Ballico in Antlers - Spirito insaziabile
- Roberto Certomà in Winning Time - L'ascesa della dinastia dei Lakers
- Dario Oppido in Lo strangolatore di Boston
- Fabrizio Picconi in Yellowstone